# 井口村 (富山県)
井口村（いのくちむら）は、かつて富山県東礪波郡におかれていた村である。2004年（平成16年）11月1日に合併して南砺市となった。
国内有数のユキバタツバキの自生地があり、日本一の椿村を目指した。

## 地理
- 山: 赤祖父山、扇山、大寺山、丸山
- 河川: 山田川、赤祖父川、千谷川
- 湖沼: 赤祖父池

### 隣接していた自治体
- 井波町、城端町、福野町、福光町、利賀村

## 歴史
村名は、かつてはこの一帯に井口郷があったことに由来する。
江戸時代初期には、井口村の中心集落は「町村（まちむら）」と呼ばれていた。これは中世にこの地点に井口地域の「市」があったことを示している。その後、戦国時代の城端町成立の際に「井口の市」は吸収され、「城端の六斎市（後に九斎市）」の一部となった。
1647年（正保4年）の資料には、福光から井波へ出る道筋として、「福光村 - 一日市（していち）村 - 宗守村 - 町村（後の井口村） - 井波村」とある。
宗守から東へ進まずにあえて南方の「町村」へ向かっているのは「井口の市」が無くなってから70年以上経過し、中世から近世への時代の変化の中にありながら、市場として栄えていた頃の名残が、この時点で薄れていないからとも考えられる。
井口村は町村制施行時に発足する。
以降、南砺市になるまで一度も合併は行っていない。

### 沿革

#### 明治以前
- 1183年5月（寿栄2年） - 倶利伽羅峠の戦いで越中石黒系武士団が木曾義仲軍に加わり戦功を上げる。この中に井口氏がいたとされる。

これ以降、井口氏は石黒荘大光寺郷の『井口』を本拠にして在地化したといわれる。
- 14世紀 - この頃には井口に市があったとされる。
- 1573年（元亀4年） - 城端町開町にともない、「井口の市」が城端の市に統合される。
- 1646年（正保3年） - 資料に「町村」の村名が初見。
- 1647年（正保4年） - 福光から井波へ出る道筋の中に町村が出てくる。
- 1652年 （承応元年） - 町村の村名が「井口村」に改められる。

#### 明治以降
- 1889年（明治22年）4月1日 - 町村制の施行により、礪波郡池尻（いけのしり）村、久保村、池田村、蛇喰（じゃばみ）村、川上中村、井口村、宮後村、広安村の区域の一部、利波河（とのご）村の区域の一部をもって、礪波郡井口村が発足する。
- 2004年（平成16年）11月1日 - 東礪波郡福野町、井波町、城端町、平村、上平村、利賀村、井口村及び西礪波郡福光町が合併して、南砺市が発足する[1]。

## 行政
- 村長: 伊東浩（2004年まで）

## 地域

### 教育
- 井口村立井口小学校
- 井口村立井口中学校

## 交通

### 道路
- 都道府県道
  - 主要地方道
    - 富山県道21号井波城端線
    - 富山県道71号池尻福野線

  - 一般県道
    - 富山県道284号井波井口城端線
    - 富山県道294号川上中北野線

### バス
- 福野町営バス

## 名所・旧跡・観光スポット・祭事・催事
- 椿まつり（3月）
- ふれあいヘラブナ釣り大会（5月）
- ふる里ふれあい夏まつり（8月）
- 椿公園
- 椿ガーデン
- ゆ〜ゆうランド・花椿
- トナミロイヤルゴルフ倶楽部
- 井口遺跡
- 井口城趾